# Collège de Boncourt
Pour les articles homonymes, voir Boncourt.

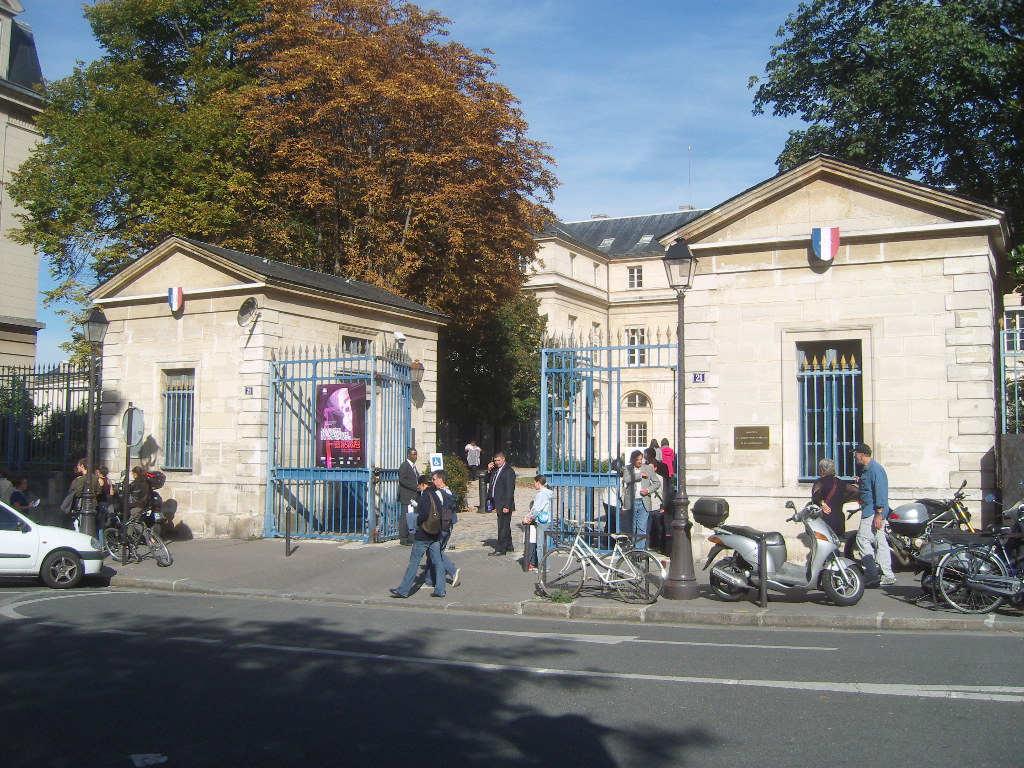
Pavillons d'entrée du collège de Boncourt, rue Descartes, siège de l'actuel ministère de l'Enseignement supérieur et de la Recherche.

Le collège de Boncourt, à Paris, rue Bordet ou Bordeille (actuellement rue Descartes), fut fondé en 1353 par Pierre Becoud (qui est devenu « Boncourt » par altération).

## Histoire

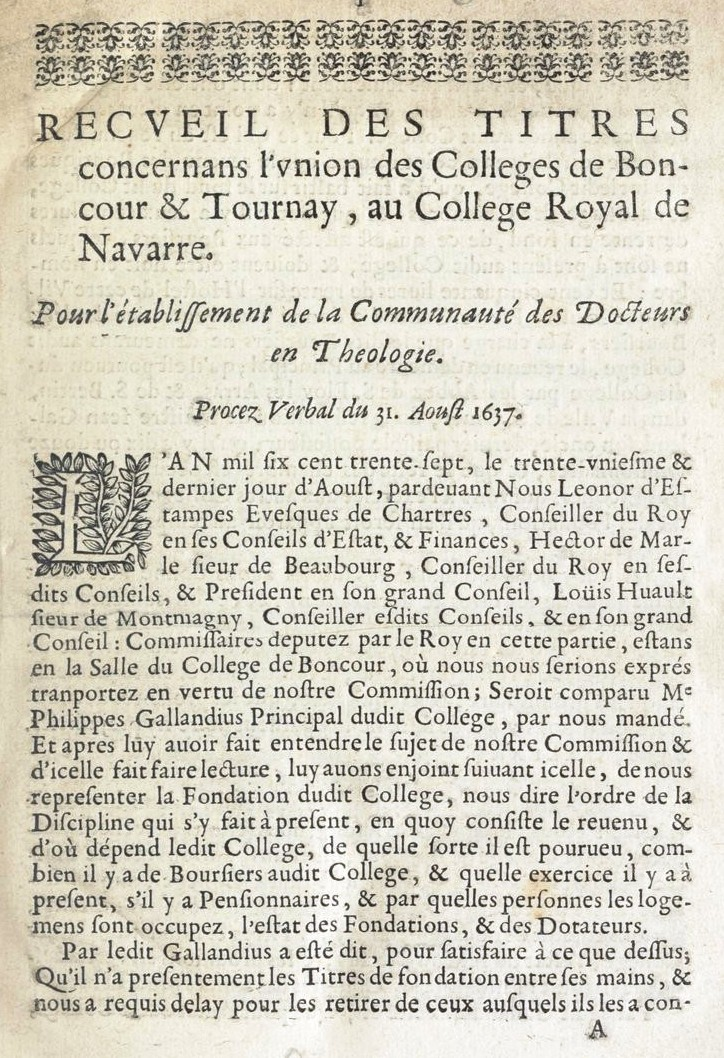
Recueil des titres concernant l'union des collèges de Boncourt et de Tournai au collège royal de Navarre (1637).

Le collège fut fondé en 1353 par Pierre de Becoud, seigneur de Fléchinelle, qui donna la maison qu’il possédait, pour l’enseignement de huit écoliers du diocèse de Thérouanne.
Au XVIe siècle on y joue souvent des comédies et des tragédies, notamment la Cléopâtre captive tragédie d'Étienne Jodelle. Marc-Antoine Muret y enseigna. Jacques Grévin y fut élève, ainsi qu'Etienne Jodelle, Jean Bastier de La Péruse, Pierre Pithou, Jean de La Taille et André de Rivaudeau.
Le collège fut une première fois entièrement réaménagé en 1688 par Pierre Galand, son principal. Il fut réuni au collège de Navarre. Puis à partir de 1738 un nouveau pavillon prend la place de l'ancien collège. De 1804 à 1976 le bâtiment abrite les bureaux de l'École polytechnique. C'est aujourd'hui le siège du ministère de l'Enseignement supérieur et de la Recherche.

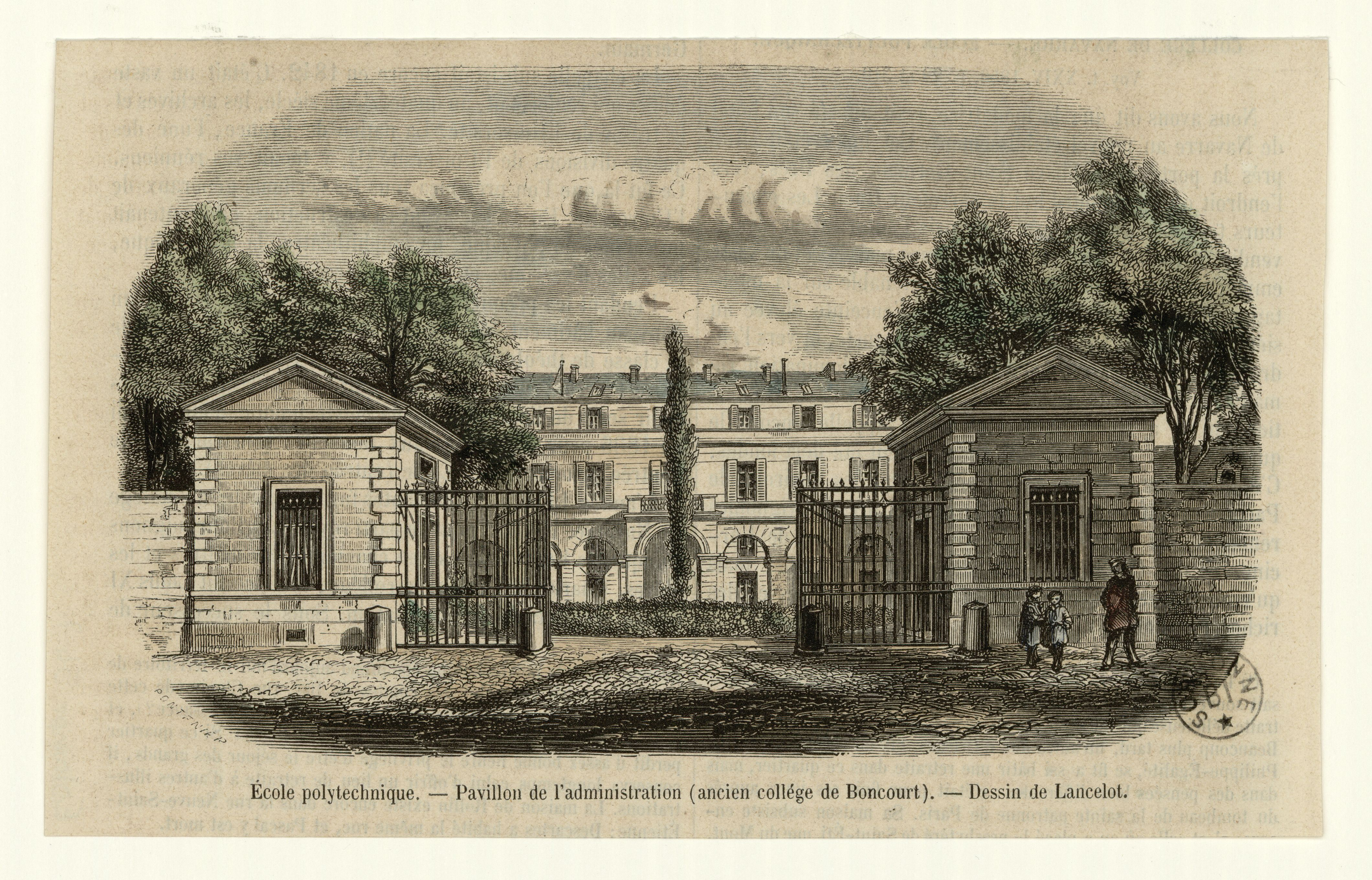
Lancelot, Pavillon de l'administration de l'École polytechnique (ancien collège de Boncourt), (Bibliothèque interuniversitaire de la Sorbonne, NuBIS).

## Personnalités
- Charles Huré y exerça les fonctions de principal ; il y mourut en 1717.
- Marc Antoine Muret (1526-1585) y donna, avant 1552, une série de conférences.

### Élèves

#### xvie siècle
- Guy Eder de Beaumanoir de la Haye , dit La Fontenelle (1572-1602)
- Jean Bastier de La Péruse (1529-1554)
- Étienne Jodelle (1532-1573)
- Jean de La Taille (né entre 1533 et 1540, mort vers 1611 ou 1612)
- Jacques Grévin (1538-1570)
- Pierre Pithou (1539-1596)
- André de Rivaudeau (né vers 1540, mort vers 1580)
- Vincent Voiture (1597-1648)